# Triángulo de la muerte
El triángulo de la muerte era un área de Irlanda del Norte constituida por la zona este del Condado de Tyrone, el sur de Londonderry y el norte del de Armagh, que se hizo tristemente conocida durante las décadas de los años setenta, ochenta y noventa por ser un lugar donde se cometían con frecuencia asesinatos sectarios y políticos por parte de varias organizaciones terroristas.